# Дорожные знаки США
Доро́жные зна́ки в Соединённых Шта́тах Аме́рики, по большей части, стандартизированы федеральными нормами, прежде всего, «Руководством по стандартным дорожным знакам, разметке и сигналам» (англ. MUTCD) и его дополнением «Стандартные знаки автомагистралей» (англ. SHS). Дизайн дорожных знаков значительно отличается от дорожных знаков европейских и прочих стран, присоединившихся к Венской конвенции.

## Предписывающие знаки
Предписывающие знаки дают указания для автомобилистов, пешеходов и велосипедистов. Такие знаки, как Стоп, Нет парковка, Нет поворотов, и Уступите, — считаются предписывающими знаками. Некоторые имеют особую форму, как, например, восьмиугольник в случае со знаком остановки или форму X для знаков на железнодорожных переездах. Некоторые знаки могут быть установлены только в конкретных местах, например, Нет парковка; кроме того, некоторые из них можно найти только в отдельных штатах или муниципалитетах, поскольку их установка основана на государственных или местных законах.
Всего существует 16 серий предписывающих знаков:
1. Серия R1: Остановка и Очерёдность проезда
2. Серия R2: Ограничение скорости
3. Серия R3: Движение по полосам и Повороты
4. Серия R4: Регулирование движения
5. Серия R5: Запрещающие знаки
6. Серия R6: Одностороннее движение и Дорога с разделительной полосой
7. Серия R7: Парковка
8. Серия R8: Парковка и Особые ограничения
9. Серия R9: Велосипеды и Пешеходы
10. Серия R10: Светофор
11. Серия R11: Дорога закрыта
12. Серия R12: Ограничение по массе
13. Серия R13: Станции измерения массы
14. Серия R14: Маршруты для грузовых машин
15. Серия R15: Железная дорога
16. Серия R16: Ремни безопасности

### R1 - Информация об остановке, уступке и пешеходном переходе
Серия R1 включает в себя знак «Стоп», «Уступи дорогу» и другие знаки, информирующие о пешеходных переходах.
- Стоп
- Уступке
- Остановка распространяется на все направления
- Уступи дорогу пешеходам
- Закон штата - уступайте дорогу пешеходам
- Закон штата - Уступайте дорогу пешеходам (альтернативный вариант)

## Предупреждающие знаки
Предупреждающие знаки можно найти в серии W национального MUTCD.  Они выделяют существующие условия, такие как поворот, школа, тупиковая улица или светофор.  Они также могут предупреждать о возможных опасностях, таких как удары, велосипеды, низкие самолеты или машины скорой помощи.  Они либо желтые, либо флуоресцентно-желтые и, за некоторыми исключениями, обычно имеют форму ромба, а иногда имеют квадратные или прямоугольные меньшие знаки или бляшки, связанные с ними.  Большинство знаков серии W также можно найти с оранжевым фоном для временного регулирования дорожного движения в таких ситуациях, как строительство.  Некоторые временные дорожные знаки предназначены для использования только во временных ситуациях.
Всего существует 25 серий предупреждающих знаков:
1. Серия W1: Повороты и изгибы дорог
2. Серия W2: Перекрестки
3. Серия W3: Расширенный контроль трафика
4. Серия W4: Объединение дорожек
5. Серия W5: Ограничения по ширине дороги
6. Серия W6: Разделенные дороги
7. Серия W7: Холмы
8. Серия W8: Дорожные условия
9. Серия W9: Переулки переходы
10. Серия W10: Железная дорога
11. Серия W11: Предварительные предупреждения
12. Серия W12: Низкие мосты
13. Серия W13: Рекомендательные скорости
14. Серия W14: Тупиковые улицы и запретые зоны
15. Серия W15: Дети и игровые площадки
16. Серия W16: Дополнительные таблички
17. Серия W17: Ограничение скорости
18. Серия W18: Нет дорожных знаков
19. Серия W19: Автострада и скоростная автомагистраль заканчиваются
20. Серия W20: Строительные зоны
21. Серия W21: Строительство и временное регулирование дорожного движения
22. Серия W22: Зоны взрыва
23. Серия W23: Медленный трафик
24. Серия W24: Переулки сдвигаются
25. Серия W25: Встречный транспорт продлил зеленый свет

### Серия W1: Повороты и изгибы дорог
Серия предупредительных знаков W1 предназначена для знаков, относящихся к поворотам и кривым дорогам.
- Дорога с крутым поворотом
- Изгиб
- Обратный поворот
- Обратная кривая
- Извилистая дорога
- Одиночная стрелка
- Двойная стрелка
- Шеврон
- Пересечение внутри кривой
- Изгиб на 180 градусов
- Опрокидывание грузовика
- Зацикливание кривой

### Серия W2: Перекрестки
Серия предупредительных знаков W2 предназначена для знаков, относящихся к перекресткам.
- Перекресток
- Тротуар
- Боковая дорога под углом
- «T»-образный перекресток
- «Y»-образный перекресток
- Круговое движение
- Ступенчатый перекресток
- Двусторонние дороги

### Серия W3: Расширенный контроль трафика
Знаки серии W3 предназначены для знаков, регулирующих движение транспорта.
- Остановка впереди
- Уступить дорогу
- Впереди сигнальный перекресток
- Будьте готовы остановиться
- Впереди сниженный скоростной режим
- Подъемный или разводной мост впереди